# Kaposvári KK
A Kaposvári KK kétszeres magyar bajnok és egyszeres kupagyőztes kosárlabda-csapat Kaposvár városában. A csapatot 1960-ban alapították.

## Története

### 1960-1983
Az Építők SC 1974-ben vette át a Kaposvári Vasas Izzó NB III-ban szereplő kosárlabda-csapatát. Korábban az Izzó is úgy örökölte az együttest a Kaposvári Hunyady Vasúttól és öt évig szerepeltette színeiben. Így az 1960-tól a nemzeti bajnokság harmadik vonalában szereplő együttes útja az élvonalig meglehetősen göröngyös, bár a végeredményt figyelembe véve, egyenletesen előremutató volt.
Sokáig váltakozva szerepelt az együttes, mígnem a Gazdász és az Építők megtalálta a kompromisszumot egymással, s az erőket egyesítve próbált célba érni. A jobb játékosokat egy csapatba gyűjtötték, amely aztán képes volt tartósan és jól szerepelni az NB II-ben is, ahova 1975-ben sikerült feljutni Kertész István és Stettner János irányításával. Az 1979-es bajnoki évben már az éremszerzést tűzhették ki célul az immár SÁÉV néven induló társaság ugyan hosszú ideig veretlenül vezette a bajnokságot ám ekkor még nem sikerült a továbblépés.

### 1983-1990
1983-ban aztán valóra válhatott sok vezető, sportoló és szurkoló álma: megnyerte az NB II-es bajnokságot a csapat és jogot szerzett az élvonalban való indulásra. A bajnokcsapatban többek között szerepelt Gálosi Ferenc, Magyarfi László, Gosztonyi Gábor, Szabó Tamás, Szabó Gábor, Monok Tibor, Déri Zoltán, Stickel Péter, Czimbalek Csaba vagy a későbbi edző Simon Károly.
Az NB I-es szezont a vadonatúj városi sportcsarnokban kezdhette a gárda, és számos Kaposvári Honvéd-Táncsics – SÁÉV városi derbit is csodálhattak a csarnokot csordultig megtöltő kaposvári szurkolók.
A kispadon hosszú évekig ülő lengyel Jerzi Frolowot Magyar András váltotta és a rövid ideig Bázis KKK néven szereplő együttes eleinte hullámzóan teljesített a B csoportban.

### 1990-2000
Aztán – Kaposcukor SE néven – 1990-ben a nagy rivális Dombóvárt megelőzve kiharcolta a feljebb lépést. A megye első A csoportos együttesében szerepelt többek között Gosztonyi Gábor, Kovács Nándor, Monok Tibor, Nagy Imre, Stickel Péter, Vojvoda György valamint Ludivit Kristinik és Tomas Michalik.
A Cukor hosszú éveken át rendre tömött lelátók előtt fogadta roppant erős riválisait és Simon Károly irányításával 1992-ben a Bognár Tibor, Kis Sándor, Kovács László, Nagy Imre, Nagy László és Vojvoda György valamint a két felejthetetlen litván légiós, Arvydas Grigas és Arunas Venclovas fémjelezte együttes az előkelő hatodik helyen végzett a bajnokságban.
Az 1992/93-as szezonban első alkalommal a nemzetközi kupában is megmérettette magát a Hoffmann Zoltánnal, Igor Kolicsevvel és Gordan Filipoviccsal megerősített Kaposvári KC, ám a bajnokságban nem sikerült az előrelépés. Sőt, egy újabb hatodik helyezést követően hatalmas meglepetésre egy esztendőre még az A csoporttól is búcsúzni kényszerült. Egy esztendővel később a Konstruktőr KSE kiharcolta a visszajutást, 1997-ben immár Klíma-Vill KSE néven Gellér Sándorral a kispadon már a kilencedik helyet szerezte meg.
Az 1998/99-es évadot nagy reményekkel kezdte a csapat, hiszen Bencze Tamás, Góbi Henrik és Orosz László személyében válogatottak érkeztek Kaposvárra, ám a rossz szezonkezdet miatt (amely Goran Mijovics edző állásába került) csak egy évvel később sikerült bravúros eredményt elérni. A Magyar András vezette csapat az 1999/2000-es szezonban sporttörténelmet írva az ötödik helyig menetelt.

### 2000-2004

Klíma-Vill Purina Kaposvári KK

2000 nyarán aztán új korszak kezdődött: a Klíma-Vill Purina Kaposvári KK edzője Földi Sándor lett és kiváló játékosok igazoltak az együtteshez. A somogyiak fantasztikus alapszakaszt produkálva a második helyen végeztek, többek között a hibátlan hazai mérlegnek köszönhetően. A Klíma-Vill a Magyar Kupában történelmet írva a döntőig menetelt. Az akkor némileg kudarcként megélt ezüstérem után azonban meg sem állt a csapat a bajnoki címig, amelyet 4-2-es összesítéssel hódított el a Paks előtt. A történelmi tettek végrehajtó gárdában olyan játékosok szerepeltek, akikre ma már legendaként emlékezhetnek a szurkolók.
A bajnokcsapat a következő évben Braniszlav Dzuniccsal és Sejo Bukvával erősödött, ám a nemzetközi kupában is sikeresen szereplő gárdát súlyos sérüléshullám akadályozta meg a címvédésben. Az ötödik helyezést követően Földi edzőt Goran Miljkovics váltotta, akivel a 2002/2003-as szezon alapszakaszát – máig egyetlen alkalommal – az élen zárta a Kaposvári Klíma-Vill KK. A Dzunics, Ivkovics, Simon vezette csapat ekkor érte el legnagyobb nemzetközi sikerét is miután az Európai Regionális Kupában a bronzéremig menetelt. A bajnokság során olyan fellegvárakat vett be idegenben az együttes, mint az Albacomp, a Szolnok vagy a Körmend. A rájátszásban egészen remek hazai pályával a döntőig menetelt a csapat, ám ott a megerősödő Körmend megálljt parancsolt a Miljkovics-csapatnak.

Kaposvári KK-címer, 2003-2009

A 2003/2004-es évadtól Kmézics Zorán irányította az immár Kaposvári KK néven küzdő csapatot. A klub eleinte egy légióssal (Ivkovics) szerepelt, ám a szezon közben két amerikaival (James, Sanders) megerősítve a harmadik helyen végzett az alapszakaszban. Az elődöntőben a Debrecen ellen pályahátrányból, mindent eldöntő ötödik csatát megnyerve harcolta ki második fináléját a KKK. A döntőt ismét az Atomerőmű ellen vívta a csapat és idegenben kétszer is nyerve 3-1-gyel hódította el története második bajnoki címét.

### 2004-2010
A 2004/05-ös szezonnak meggyengült kerettel vágott neki a csapat, a légiósok (így Ivkovics) és Simon is távozott. A több légióst is foglalkoztató Kmézics-gárda hullámzó teljesítménnyel a nyolcadik helyen harcolta ki a play-offot, ám ott az első körben a későbbi bajnok Paks nagy csatában, 3-2-es összesítéssel győzött.
A következő évadnak a klub korábbi játékosának Farkas Lászlónak az irányításával vágott neki a KKK, ám a rossz szezonkezdet (kilenc meccsen három győzelem) után Dzunics Braniszlav lett az edző. A csapat az alapszakasz utolsó meccséig harcban volt a rájátszásra, és végül egy bravúros körmendi győzelemmel (a litván Kęstutis Marčiulionis utolsó másodperces kosarával) a hatodik lett. A negyeddöntőben a döntőig jutó Albacomp ellen 3-1-gyel maradt alul a csapat és végzett a hetedik helyen.
Máig ez volt az utolsó szezon, amikor a felsőházba jutott a kaposvári kosárlabda csapat. A következő szezonban többek között a kaposvári nevelésű fiatal Hendlein Roland és a visszatérő Orosz vezetésével a záró fordulókig esélye volt a KKK-nak a legjobb nyolcra ám végül a 9-14. helyekért harcolt. A Dzunics-csapat végül simán szerezte meg a kilencedik helyet.
2007 után kétszer is csak a 12. hely jutott a csapatnak, előbb az ukrán Berezsnoj majd Horváth Imre vezette csapat tudott csupán hét alapszakasz-győzelmet összegyűjteni. 2008-ban Dzunics visszatért a padra és 14 bajnoki után hét sikerrel harcban volt a rájátszásra, ám a kispadra érkező Krivacseviccsel csak kétszer tudott győzelemnek örülni tíz bajnokin.
2009-ben Fekete Ádám irányításával az elmúlt idényben remeklő fiatal Vojvoda Dávid és a sérüléséből visszatérő Hendleinnel a KKK sokáig állt rájátszást érő helyen ám végül újra az alsóházban kénytelen küzdeni.

### 2010-2013
A következő esztendőkben nem sikerült bejutnia a csapatnak a legjobb nyolc együtt közé az alapszakasz végén: 2009/10 9. hely. 2010/11-es- évben, a 12. helyen fejezték be a pontvadászatot. 2011/12-ben ismételten a kilencedik helyen végzett a csapat. A 2012-13-as szezonban megtört a jég, ismételten a legjobbak között volt a csapat. Az alapszakaszt a harmadik helyen fejezték be, majd az újonnan bevezetett középszakaszban a felsőházi hat csapatból negyedik helyen várhatták a Jászberény elleni negyeddöntőt. Öt meccs után 3-2-es eredménnyel továbbjutottak az elődöntőbe, ahol azonban az Albacomp csapata megálljt parancsolt (1-3). A bronzért vívott meccssorozatban ugyancsak alulmaradtak két meccsen a jobb erőt képviselő Paks ellenében.

### 2013-2014-es szezon
A szezon első meccsét a KTE-Duna Aszfalt ellen játszotta a csapat, ahol nagy arányú 84-58-as vereséget szenvedett. A következő, második meccset már hazai pályán játszotta a csapat és szoros csatában, végül két ponttal maradt alul a Zalakerámia-ZTE KK-val szemben. Négy nappal később Pakson lépett pályára a gárda, azonban itt sem sikerült megszerezni az első győzelmet 97-73. A negyedik meccsen megtört a jég és hazai pályán a FORTRESS Jászberény ellen megszületett a csapat első győzelme:81-73.

## Jelenlegi keret
Utolsó módosítás: 2023. szeptember 27.
| Játékosok | Edzők |                      |       |          |                               |                          |
| \| Mezszám \| Név \| Ország \| Poszt \| Magasság \| Életkor \| Korábbi csapat \| \| ------- \| ------------------ \| ------ \| ----- \| -------- \| ----------------------------- \| ------------------------ \| \| 0 \| Ronald Jackson Jr. \| \| 4 \| 203 cm \| 1997. május 2. (28 éves) \| Reale Mutua Torino \| \| 1 \| Paár Márk \| \| 2 \| 191 cm \| 2003. december 1. (21 éves) \| Utánpótlásból került fel \| \| 3 \| Szőke Bálint \| \| 3 \| 197 cm \| 2005. január 21. (20 éves) \| Utánpótlásból került fel \| \| 4 \| Matthew Yake \| \| 1-2 \| 187 cm \| 2005. \| Utánpótlásból került fel \| \| 6 \| Derek Jackson Jr. \| \| 1 \| 185 cm \| 1991. október 14. (33 éves) \| SC Lusitânia \| \| 7 \| Fehérvári Csegő \| \| 2-3 \| 193 cm \| 2005. \| Utánpótlásból került fel \| \| 9 \| Milos Koprivica \| \| 5 \| 208 cm \| 1995. március 24. (30 éves) \| KK Sutjeska \| \| 10 \| Remy Abell \| \| 2 \| 193 cm \| 1992. augusztus 17. (32 éves) \| Salon Vilpas \| \| 12 \| Halmai Dániel \| \| 1 \| 184 cm \| 2004. október 19. (20 éves) \| Utánpótlásból került fel \| \| 14 \| Antalics Dániel \| \| 4-5 \| 203 cm \| 2005. október 9. (19 éves) \| Utánpótlásból került fel \| \| 15 \| Fazekas Máté \| \| 5 \| 210 cm \| 2000. január 19. (25 éves) \| KTE-Duna Aszfalt \| \| 21 \| Puska Bence \| \| 2 \| 195 cm \| 2001. \| Utánpótlásból került fel \| \| 23 \| Hajduk Attila \| \| 4 \| 197 cm \| 2002. \| Utánpótlásból került fel \| \| 31 \| Krnjajszki Borisz \| \| 1-2 \| 191 cm \| 1998. október 31. (26 éves) \| TF Budapest \| \| 69 \| Bogdán Benedek \| \| 3 \| 193 cm \| 1997. május 18. (28 éves) \| Utánpótlásból került fel \| | Vezetőedző Edző(k) Szőke BalázsMegjegyzés, jelmagyarázatA dőlttel szedett játékosok az U23-as szabálynak megfelelnek. A vastagon szedettek válogatott játékosok. |                      |       |          |                               |                          |
| Mezszám | Név | Ország               | Poszt | Magasság | Életkor                       | Korábbi csapat           |
| 0 | Ronald Jackson Jr. | USA                  | 4     | 203 cm   | 1997. május 2. (28 éves)      | Reale Mutua Torino       |
| 1 | Paár Márk | Magyarország         | 2     | 191 cm   | 2003. december 1. (21 éves)   | Utánpótlásból került fel |
| 3 | Szőke Bálint | Magyarország         | 3     | 197 cm   | 2005. január 21. (20 éves)    | Utánpótlásból került fel |
| 4 | Matthew Yake | Magyarország         | 1-2   | 187 cm   | 2005.                         | Utánpótlásból került fel |
| 6 | Derek Jackson Jr. | USA                  | 1     | 185 cm   | 1991. október 14. (33 éves)   | SC Lusitânia             |
| 7 | Fehérvári Csegő | Magyarország         | 2-3   | 193 cm   | 2005.                         | Utánpótlásból került fel |
| 9 | Milos Koprivica | bosnyák · szerb      | 5     | 208 cm   | 1995. március 24. (30 éves)   | KK Sutjeska              |
| 10 | Remy Abell | USA                  | 2     | 193 cm   | 1992. augusztus 17. (32 éves) | Salon Vilpas             |
| 12 | Halmai Dániel | Magyarország         | 1     | 184 cm   | 2004. október 19. (20 éves)   | Utánpótlásból került fel |
| 14 | Antalics Dániel | Magyarország         | 4-5   | 203 cm   | 2005. október 9. (19 éves)    | Utánpótlásból került fel |
| 15 | Fazekas Máté | Magyarország         | 5     | 210 cm   | 2000. január 19. (25 éves)    | KTE-Duna Aszfalt         |
| 21 | Puska Bence | Magyarország         | 2     | 195 cm   | 2001.                         | Utánpótlásból került fel |
| 23 | Hajduk Attila | Magyarország         | 4     | 197 cm   | 2002.                         | Utánpótlásból került fel |
| 31 | Krnjajszki Borisz | Magyarország · szerb | 1-2   | 191 cm   | 1998. október 31. (26 éves)   | TF Budapest              |
| 69 | Bogdán Benedek | magyar               | 3     | 193 cm   | 1997. május 18. (28 éves)     | Utánpótlásból került fel |

| Mezszám | Név                | Ország               | Poszt | Magasság | Életkor                       | Korábbi csapat           |
| ------- | ------------------ | -------------------- | ----- | -------- | ----------------------------- | ------------------------ |
| 0       | Ronald Jackson Jr. | USA                  | 4     | 203 cm   | 1997. május 2. (28 éves)      | Reale Mutua Torino       |
| 1       | Paár Márk          | Magyarország         | 2     | 191 cm   | 2003. december 1. (21 éves)   | Utánpótlásból került fel |
| 3       | Szőke Bálint       | Magyarország         | 3     | 197 cm   | 2005. január 21. (20 éves)    | Utánpótlásból került fel |
| 4       | Matthew Yake       | Magyarország         | 1-2   | 187 cm   | 2005.                         | Utánpótlásból került fel |
| 6       | Derek Jackson Jr.  | USA                  | 1     | 185 cm   | 1991. október 14. (33 éves)   | SC Lusitânia             |
| 7       | Fehérvári Csegő    | Magyarország         | 2-3   | 193 cm   | 2005.                         | Utánpótlásból került fel |
| 9       | Milos Koprivica    | bosnyák · szerb      | 5     | 208 cm   | 1995. március 24. (30 éves)   | KK Sutjeska              |
| 10      | Remy Abell         | USA                  | 2     | 193 cm   | 1992. augusztus 17. (32 éves) | Salon Vilpas             |
| 12      | Halmai Dániel      | Magyarország         | 1     | 184 cm   | 2004. október 19. (20 éves)   | Utánpótlásból került fel |
| 14      | Antalics Dániel    | Magyarország         | 4-5   | 203 cm   | 2005. október 9. (19 éves)    | Utánpótlásból került fel |
| 15      | Fazekas Máté       | Magyarország         | 5     | 210 cm   | 2000. január 19. (25 éves)    | KTE-Duna Aszfalt         |
| 21      | Puska Bence        | Magyarország         | 2     | 195 cm   | 2001.                         | Utánpótlásból került fel |
| 23      | Hajduk Attila      | Magyarország         | 4     | 197 cm   | 2002.                         | Utánpótlásból került fel |
| 31      | Krnjajszki Borisz  | Magyarország · szerb | 1-2   | 191 cm   | 1998. október 31. (26 éves)   | TF Budapest              |
| 69      | Bogdán Benedek     | magyar               | 3     | 193 cm   | 1997. május 18. (28 éves)     | Utánpótlásból került fel |

## Bajnoki helyezések az élvonalban
| Év        | Csapatnév               | Hely |
| --------- | ----------------------- | ---- |
| 1989–1990 | Kaposcukor SE           | 11.  |
| 1990–1991 | Kaposcukor SE           | 9.   |
| 1991–1992 | Kaposcukor SE           | 6.   |
| 1992–1993 | Kaposvári KC            | 6.   |
| 1993–1994 | Kaposvári KC            | 9.   |
| 1994–1995 | Kaposvári KC            | 13.  |
| 1995–1996 | Konstruktőr KSE         | 11.  |
| 1996–1997 | Klíma-Vill Kaposvári SE | 9.   |
| 1997–1998 | Klíma-Vill Purina KSE   | 9.   |
| 1998–1999 | Klíma-Vill Purina KSE   | 9.   |
| 1999–2000 | Klíma-Vill Purina KSE   | 5.   |
| 2000–2001 | Klíma-Vill Purina KKK   | 1.   |
| 2001–2002 | Klíma-Vill Purina KKK   | 5.   |
| 2002–2003 | Kaposvári Klíma-Vill KK | 2.   |
| 2003–2004 | Kaposvári KK            | 1.   |
| 2004–2005 | Kaposvári KK            | 8.   |
| 2005–2006 | Kaposvári KK            | 7.   |
| 2006–2007 | Kaposvári KK            | 9.   |

| Év        | Csapatnév           | Hely |
| --------- | ------------------- | ---- |
| 2007–2008 | Kaposvári KK        | 12.  |
| 2008–2009 | Kaposvári KK        | 12.  |
| 2009–2010 | Kaposvári KK        | 9.   |
| 2010–2011 | Kaposvári KK        | 12.  |
| 2011–2012 | Kaposvári KK        | 9.   |
| 2012–2013 | Kaposvári KK        | 4.   |
| 2013–2014 | Kaposvári KK        | 4.   |
| 2014–2015 | Kaposvári KK        | 5.   |
| 2015–2016 | Kaposvári KK        | 7.   |
| 2016–2017 | Kaposvári KK        | 7.   |
| 2017–2018 | Kaposvári KK        | 9.   |
| 2018–2019 | Kaposvári KK        | 12.  |
| 2019–2020 | Kaposvári KK        | 12.  |
| 2020–2021 | Kaposvári KK        | 12.  |
| 2021–2022 | Kaposvári KK        | 9.   |
| 2022–2023 | Kometa Kaposvári KK | 12.  |
| 2023–2024 | Kometa Kaposvári KK | 14.  |
| 2024–2025 | Kometa Kaposvári KK | 15.  |

### Bajnoki eredmények
- 1. hely: 2 (2000–2001, 2003–2004)
- 2. hely: 1 (2002–2003)

### Magyar kupa eredmények
- 1. hely: 1 (2004)
- 2. hely: 1 (2001)

### Bajnokcsapat tagjai
2000–2001: Bencze Tamás, Gordan Filipović, Gémes Levente, Simon Balázs, Szőke Balázs, Varga Roland, Emir Halimić, Stojan Ivković, Ronald Nunnery, Ágfalvi Mihály, Beck Attila, Tömösváry Máté. Edző: Földi Sándor
2003–2004: Dénes Gábor, Dzunics Braniszlav, Filipovics Gordan, Simon Balázs, Szőke Balázs, Trepák Zoltán, Varga Roland, Stojan Ivković, Nate James, Casey Sanders, Beck Attila, Hendlein Roland, Tömösváry Máté. Edző: Kmézics Zorán

### FIBA EuroCup
- 1. hely: 2003.2004

### Korać-kupa
- 1. hely : 2002